# Golf na plaži
Golf na plaži (ili bičgolf od енгл. beachgolf) je pojednostavljena varijanta golfa koja se igra na pesku i peščanim plažama.
Jednostavan i pristupačan, golf na plaži je osmišljen prvobitno da bi privukao pažnju osoba svih uzrasta (od 5 do 95 god.) i pružio mogućnost svima da se zbliže golfu kao sportu. 
Igra se sa klasičnim štapom za golf (енгл. sand wedge) kojim se udaraju mekane loptice od poliuretanske pene ( ᴓ 6,9mm x 29gr. ) koje ne mogu nikoga da ozlede niti išta da razbiju.
Za razliku od golfa i minigolfa gde se loptica kotrlja i upada u rupu, u golfu na plaži je cilj da loptica leti i upadne u odredjenu metu (енгл. target). 
Golf na plaži kao ideja je više unikat nego raritet. Prvi je sport na pesku rodjen u Evropi, za razliku od svih drugih sportova na plaži koji su pretežno izmišljeni u Južnoj Americi i Australiji i tek nakon 7-10 godina gestacije tj. inkubacije se pojavljuju na plažama „starog kontinenta“.
Golf na plaži je, takodje, jedini sport na svetu u kojem publika tj. gledaoci ne posmatraju takmičenje sa strane igrališta, već su aktivni deo igre s obzirom da predstavljaju žive prepreke.

## Istorija
Golf na plaži je izmislio Mauro De Marco  1999 god. u gradu Peskara, na Jadranskom moru u centralnoj Italiji. Osmišljen je da se igra na prepunim plažama tokom leta. Predmeti na plaži su uklopljeni u igru. Suncobrani, kupači i sve što je prisutno na plaži ima funkciju prepreke tokom igre. Pravila dopuštaju da publika može da ima interakciju sa igračima i učesnicima.
Običaji i mentalitet asociraju golf kao elitna, skupa i dosadna sportska disciplina. Cilj golfa na plaži je promeniti opšte mišljenje i približiti sve više osoba svih uzrasta ovom veoma lepom sportu. 
Projekat je u početku rodjen kao čista marketing ideja. Zahvaljujući inovativnom BGSA metodom omogućilo se osobama koje nisu nikad uzele u ruke štap za golf da u manje od 30 minuta samostalno i uspešno igraju.  
Krajem 1999 god. kontaktirali su nas iz New York University i obavestili da smo izmislili novu sportsku disciplinu koja nije postojala ranije. Posavetovali su nam da bi bilo dobro registrovati prava (енгл. copyright) i tako je nastao Beach Golf Sport Association.
Od 1999. golf na plaži je redovna pojava na skoro svim italijanskim plažama. Nešto izuzetno, jedinstveno i ne prolazi neprimećeno: danas se studira u 27 medjunarodnih fakulteta kao marketing analiza slučaja енгл. case study baš zato što je prvi i jedini sport na svetu u kojem gledaoci „učestvuju“ u igri i to iz terena, s obzirom da su i oni žive prepreke.
Najjači binomijum izmedju turizma i sporta dolazi baš iz golfa zato što se može  praktikovati 12 meseci godišnje. Golf na plaži  privlači sve više pažnje sportskog biznisa i već efikasno  koristi za razvoj i širenje turističke ponude.
Novi sport je toliko „probudio“ radoznalost i interesovanje svih onih koji su probali, tako da je u veoma kratkom roku postalo neophodnodo imati sve veći broj instruktora koji bi objasnili i pokazali kako se igra. Tako smo počeli da biramo i obučavamo studente na fakultetima sporta i fizičkog vaspitanja širom Italije. Nakon završenog kursa i položenim krajnjim ispitom novim instruktorima je uručen medjunarodni patent sa kojim mogu da započnu zabavni i profitabilni posao.
Gledati mlade u akciji i videti kako instruktore prekidaju radoznali prolaznici ili turisti, koji bi odmah probali i da udare lopticu i da je ubace u metu, daje smisao celom projektu i dodatnu vrednost hobiju koji je postao strast.
Novi sport koji razvija BGSA (skraćenica za Beach Golf Sport Association) je priznat od strane Italijanskog olimpijskog komiteta (CONI)  i Nacionalnog centra za sportsku edukaciju (CSEN).
O golfu na plaži se diskutovalo na nacionalnim mrežama italijanske televizije i radija. Redovna je pojava na Wellness & Sport sajmu u Riminiju.
Značajna takmičenja uključuju:
- Jeckerson Cup 2005, održan u Piazza del Campo, Sijeni, sa 40 ekipa iz različitih zemalja. Timovi su igrali kroz ulice grada Sijena u We Golf takmičenju (golf na plaži varijanta za površine koje nisu peščane: travnjaci, ulice, trgovi i druge popločane površine), a dogadjaj je pratilo 80.000 ljudi.[2]
- Italijansko prvenstvo 2006 je krenulo iz Napulja,[3] and also visited the regions of Calabria.[4] i tokom jula i avgusta obišlo regije Kampanja, Kalabrija i Sardinija.
- 2009 je uključen kao demonstrativna sportska disciplina na XVI Mediteranskim igrama i tom prilikom proglašen kao jedini demonstrativni sport za teritorijalnu promociju opština. „Smatramo da golf na plaži može biti najbolji svedok ovih igara zato što je jedini sport koji uključuje preko 2 km peščane obale“ – izjavio je predsednik Međunarodnog komiteta mediteranskih igara (CIJM) Amar Adadì.
- Prvenstvo 2010, u saradnji sa University of Urbino, je trajao 30 uzastopnih dana sa organizovanim dogadjajima uzduž obale Jadranskog mora.[5]
- I° European Beach Golf 2014 je odrzan u Peskari gde su se susreli studenti 17 fakulteta sporta iz cele Evrope. Prvo mesto je osvojila Republika Irska.
- II° European Beach Golf 2015 je takođe odrzan u Peskari i ovog puta prvo mesto je osvojio Nikola Radulović iz Srbije, sa Fakulteta sporta i fizičkog vaspitanja iz Novog Sada.

## Pravila
Glavno pravilo je da publika predstavlja prepreku. Teren nije delimitiran, ali je zato isprekidan suncobranima, kupačima i drugim predmetima koji se nalaze na plaži, tako da svi zajedno postaju prirodne prepreke tokom takmičenja.
Igra se odvija na 2 km peščane obale, gde se takmiče ekipe od po 2 igrača (jedan golfer i jedan neofit) sa ciljem da sa što manjim brojem udaraca stignu do krajnje mete. S obzirom da se dogadjaj održava na lokacijama gde ima puno ljudi, koristi se loptica od poliuretanske pene da bi se izbegla bilo koja ozleda onome ko bi se neočekivano našao na stazi tokom igre.
Takmičare prate muzika i zabava  originalnim načinom uključivanja publike, koja postaje aktivna na terenu igre. 1 sudija sa 2 kedija prate svaku ekipu uz pomoć zaštitnog pojasa od 5 metara koji obezbedjuje zonu iz koje golfer igra.

### Ekipa (Team)
Svaka ekipa se sastoji od 2 igrača, jedan sa niskim a drugi sa visokim hendikepom. Zbir dva hendikepa se zaokružuje na manji puni broj (npr.: 17.5, ekipa ima hcp 17) i to je hendikep ekipe koji pokazuje na koliki napredak može da računa ekipa. 
Igra se naizmenično po  jedan udarac. Priznaje se da jedan igrač iz iste ekipe zameni drugog u slučaju ako se gubi u udarcima ili razdaljini (ako je protivnička ekipa odmakla, profesionalni golfer može da pokuša da stigne protivnika sa jednim dobrim udarcem).

### Karta rezultata
Karta rezultata je tabela koja pokazuje podatke o ekipi i istoriju igre. Sastoji se od devet stavki:
| Etiketa        | Opis                                                                       |
| -------------- | -------------------------------------------------------------------------- |
| Ekipa          | Ime ekipe i ime sponzora.                                                  |
| Igrač 1        | Ime, prezime i hendikep igrača sa nižim hendikepom u ekipi.                |
| Igrač 2        | Ime, prezime i hendikep igrača sa višim hendikepom u ekipi.                |
| Hendikep ekipe | Prosečni hendikep ekipe.                                                   |
| Bodovi         | Svi potezi (udarci) igrani tokom meča.                                     |
| "Drop"         | Svako dropiranje (pomeranje) loptice tokom igre koje ne predstavlja kaznu. |
| Kazne          | Sve kazne koje su nastale tokom igre.                                      |
| Hendikep       | Potezi koji se mogu oduzeti od bodova.                                     |
| Zapisničar     | Ime keddija (sudije) koji beleži rezultate.                                |

### Igra
Radi se o igri poteza u kojima ne postoji vremensko ograničenje. Igrači mogu čak i pauzirati za ručak, ali mora se poštovati dogovoreno vreme nastavka meča.

### Staza za igru
Teren se odredjuje na osnovu  raspoložive površine i, naročito, daljine na kojoj može da se odigra meč. Poželjno je imati na raspolaganju 2 km u jednom pravcu, ali ako nema mogućnosti za takvu razdaljinu može se odrediti odlazak do odredjene tačke i povratak do početne. Idealna staza je peščana plaža, ali se može takodje igrati na travnatim i popločanim površinama.

### Početna tačka
Početna tačka je mesto  odakle ekipe  izvode prvi udarac i sastoji se od sintetičnog travnatog tepiha 1.50 x 1.50 m. Loptica je postavljena na ogovarajuću podlogu (strike pad) i igrač ima pravo da izabere gde na sintetičkoj travi da postavi strike pad  za prvi udarac. 
Čast prvog udarca je data igraču sa nižim hendikepom (енгл. noblesse oblige). 
Svaki promašeni udarac ili lagano dotaknuta loptica se smatraju  kao pun udarac tokom igre, odnosno kazna. Ako tokom udarca loptica „spadne“ sa strike pad podloge bez dodira, može biti ponovo postavljena da bi se izveo udarac. Svaka ekipa započinje igru 3 minuta nakon započete igre prethodne ekipe. Dozvoljeno je maksimalno kašnjenje od 10 minuta izmedju dve ekipe, a ona koja je u zaostatku igra zadnja sa penalom od 5 kaznenih udaraca. 

### Oprema
Oprema za golf na plaži takmičenje se sastoji od klasičnih štapova za golf (енгл. sand wedge), mekane  loptice od poliuretanske pene i zaštitnog pojasa.

#### Štapovi
Štapovi енгл. Sand Wedge 54°, 56° i 60°, koji inače služe u golfu da bi se izbacila loptica iz peščanih bunkera.

#### Loptica
Loptica je poliuretanske pene prečnika 69mm i maksimalne težine do 35 grama. Kao takve, potpuno su bezopasne i  njima može da se igra bilo gde.

#### Zaštitni pojas
Zaštitni pojas nose Caddie Girls i njegova funkcija je vrlo bitna: istovremeno garantuje sigurnost posmatrača, igrača i bilo koga ko se nalazi na stazi gde je u toku takmičenje.

## Caddie Girl
Caddie Girls su istovremeno i sudije i hostese tokom dogadjaja. Njihova uloga je da osiguraju da se meč odvije na bezbedan način. Uz pomoć zaštitnog pojasa Caddie Girls obeležavaju početnu tačku i sve sledeće „zone“ odakle igrači udaraju lopticu omogućivši takmičarima neometane udarce.

## Spoljašnje veze
- B.G.S.A. (Beach Golf Sport Association) Архивирано на веб-сајту  (26. август 2011)
- CSEN
- FIG (Beach Golf Sport Association)
- CONI
- Video about Beach Golf